# دودل جامپ
پرش دودل یا همان دودل جامپ (به انگلیسی: Doodle Jump) یک بازی ویدئویی فکری، ساختهٔ لیما اسکای ( Lima Sky LLC)، که در سال ۲۰۰۹ برای ای اواس و در سال ۲۰۱۰ برای اندروید منتشر شده‌است.